# Leumorfina
La leumorfina, també coneguda com a dinorfina B 1–29, pertany al grup de les dinorfines i és un pèptid opioide endogen d'origen natural.
Derivat com a producte de trencament proteolític dels residus 226-254 de prodinorfina (preproenkefalina B), la leumorfina és un nonacosapèptid (29 aminoàcids de longitud) i 
té la seqüència Tyr-Gly-Gly-Phe-Leu-Arg-Arg-Gln-Phe-Lys-Val-Val-Thr-Arg-Ser-Gln-Glu-Asp-Pro-Asn-Ala-Tyr-Ser-Gly-Glu-Leu-Phe-Asp-Ala. Es pot reduir encara més a dinorfina B (dinorfina B-13) i dinorfina B-14 per la pitrilisina metalopeptidasa-1 (anteriorment anomenada "enzim convertidor de dinorfina"), un enzim de la família de les endopeptidases.
La leumorfina es comporta com un selectiu agonista del receptor d'opioides κ amb una potent activitat opiàcia, de manera similar a altres derivats de pèptids opioides endògens de la prodinorfina. Són uns neurotransmissors peptídics del sistema nerviós central.
| Noms | Noms                 |
| --- | -------------------- |
| Nom de la IUPAC L-Tyrosylglycylglycyl-L-phenylalanyl-L-leucyl-L-arginyl-L-arginyl-L-glutaminyl-L-phenylalanyl-L-lysyl-L-valyl-L-valyl-L-threonyl-L-arginyl-L-seryl-L-glutaminyl-L-α-glutamyl-L-α-aspartyl-L-prolyl-L-asparaginyl-L-alanyl-L-tyrosyl-L-serylglycyl-L-α-glutamyl-L-leucyl-L-phenylalanyl-L-α-aspartyl-L-alanine |                      |
| Altres noms Dynorphin B-29; Dynorphin B (1–29) |                      |
| Identificadors |                      |
| CAS Number | - 93443-35-7         |
| 3D model (JSmol) | - Imatge interactiva |
| ChemSpider | - 48063590           |
| PubChem CID | - 16131065           |
| CompTox Dashboard (EPA) | - DTXSID00233356     |
| Propietats químiques |                      |
| Fórmula química | C161H236N42O48       |
| Massa molar | 3527.85 g/mol        |

## Estructura
| Propietats químiques | Propietats químiques                         |
| -------------------- | -------------------------------------------- |
| Fórmula química      | C161H236N42O48                               |
| Massa molar          | 3527.85 g/mol                                |
| Funció principal     | neurotransmissor del sistema nerviós central |

La leumorfina es tracta d’un dels productes de l'escissió proteolítica de la prodinorfina, concretament dels residus 226-254 d’aquesta molècula.
Es tracta d'un nonacosapèptid, ja que està constituït per 29 aminoàcids que s'ordenen en la seqüència Tyr-Gly-Gly-Phe-Leu-Arg-Arg-Gln-Phe-Lys-Val-Val-Thr-Arg-Ser-Gln-Glu-Asp-Pro-Asn-Ala-Tyr-Ser-Gly-Glu-Leu-Phe-Asp-Ala. Com tots els pèptids, trobem un extrem amino, lligat a la tirosina, i un extrem carboxil, lligat a l’alanina.

## Biosíntesi
La prodinorfina, també anomenada proencefalina B, és un polipèptid que emet pèptids formats, entre d'altres, per leu-encefalina. La prodinorfina, polipèptid que conté la dinorfina B, on concretament trobem la leumorfina, està composta per la molècula α-neoendorfina i β-neoendorfina, unides per un enllaç peptídic produït per l’acció de la prohormona convertasa PC1. Després trobem un gran polipèptid, la dinorfina A, i finalment la dinorfina B, composta de la rinorfina i la leumorfina. En l’alliberació dels pèptids dels quals està composta la prodinorfina hi intervé una altra prohormona, la convertasa PC2, que trenca els enllaços entre els diferents pèptids del polipèptid. Depenent de la regió de la prodinorfina que es fragmenti, s'alliberarà un tipus o un altre de pèptid, obtenint així les neoendorfinas (α i β) i les big-dinorfines (dinorfina A i dinorfina B).
Aquests pèptids se sintetitzen dins l’hipocamp, en les cèl·lules granuloses del gir dentat que es troba dins la regió CA1. Un cop sintetitzats, els pèptids formats es transporten a axons terminals de la regió A3, a l'hipocamp, que estan relacionades amb la percepció del dolor, el comportament afectiu dels individus, la regulació del sistema nerviós autònom i algunes funcions neuroendocrines. Per conseqüència, la dinorfina acostuma a trobar-se en regions de l’hipocamp amb un fort corrent sinàptic excitant.
El 1983, el gen humà que codifica la dinorfina, el gen ‘Encefalina B’, va ser aïllat i seqüenciat per primera vegada.

## Funció
La leumorfina actua com un receptor d’opioides K (KOR). Això significa que és l’encarregat de lidiar amb els efectes que produeixen els opioides quan aquests s'uneixen a compostos del cervell.
Fins a finals del segle passat, el sistema opioide era massa complex per a poder-lo estudiar detalladament. No va ser fins a la dècada dels 80 que, després de realitzar nombrosos experiments en animals (conillets d’Índies, rates, conills), es va descobrir que les dinorfines (entre elles les leumorfines) realitzen funcions imprescindibles en diverses vies neurològiques regulars.
La principal funció, i la primera en ser descoberta, és la funció analgèsica pròpia de les dinorfines. D'aquesta manera, la leumorfina és utilitzada com un fort calmant de dolor.
Més recentment, s'han elaborat estudis que conclouen que aquesta proteïna també efectes anticonvulsionants i antiepilèptics. Aquests efectes es van observar en models electroconvulsius i quimioconvulsius.

## Receptors K i proteïnes G
El receptor K-opioide està situat en el cromosoma 8 i pertany a un receptor de la família dels receptors acoblats a proteïnes G (GPCR).
Aquest receptor K, de tipus opioide, és capaç d’unir-se a tres subunitats diferents de les proteïnes G, la Gs (la seva funció principal és l’estimulació), la Gi (funció inhibidora) i la Gq. La proteïna G està dividida en tres regions principals: alfa, beta i gamma. En funció de la subunitat que interacciona amb la proteïna G, es poden desencadenar diferents respostes.
El primer missatger s'uneix al domini de la part extracel·lular del receptor K, i la proteïna G s'uneix al domini de la part intracel·lular. Sota una estimulació prolongada per part d'agonistes com la dinorfina, els receptors K poden unir-se a la subunitat Gs, fent que la regió alfa d'aquesta subunitat es dissociï a causa d'un canvi conformacional. Aquesta part s'uneix a les proteïnes transmembrana, donant lloc a un augment dels nivells d'adenosina monofosfat cíclica (AMPc) a la cèl·lula. Aquesta proteïna transmembrana, anomenada adenilat ciclasa, té dos dominis transmembrana, cadascun amb set dominis. També té tres dominis intracel·lulars que s'uneixen a la regió alfa de la proteïna Gs. La interacció entre els dos complexos dona lloc a la divisió de la molècula d'ATP, produint AMPc i pirofosfat. Aquest procés augmentarà la quantitat d'AMPc a la cèl·lula. A causa de la producció d'aquest AMPc, es diu que Gs actua com a estimulant.
D'altra banda, si s'uneix a la subunitat Gi, l'efecte s'inverteix. El procés inicial és el mateix: un agonista com la dinorfina s'uneix al receptor kappa, fent que la regió alfa s'uneixi al final de l'adenilat ciclasa. Tanmateix, en lloc d'estimular la producció d'AMPc, inhibeix el seu alliberament, donant lloc a una disminució de la producció d'AMPc i l'activitat del canal de calci. No obstant això, activa els canals de potassi.
Així doncs, es pot dir que la interacció del receptor activador i la proteïna G fa que la regió alfa canviï la seva conformació d'una manera o altra, i així pot inhibir o estimular la producció d'AMPc.
Així doncs, es pot dir que la interacció del receptor activador i la proteïna G fa que la regió alfa canviï la seva conformació d'una manera o altra, i així pot inhibir o estimular la producció d'AMPc.
A més a més, encara que amb menys freqüència en el cas de les dinorfines, els receptors K poden unir-se a la subunitat Gq a causa del senyal lliurat pel primer missatger. La regió alfa de la proteïna es desprèn a causa d'un canvi conformacional i s'adhereix a la fosfolipasa C, que l'activa. Al seu torn, un fosfatidilinositol-2-fosfat es troba a la membrana plasmàtica, on es mourà i passarà la subunitat alfa unida a l'enzim. Després del seu pas, el fosfatidilinositol-2-fosfat es convertirà en diacilglicerol, que romandrà a la membrana, mentre que l'inositol-3-fosfat interaccionarà amb les vesícules intracel·lulars per obrir els canals iònics de Ca²⁺, eliminant així el Ca²⁺ prèviament tancat que s'allibera en una vesícula. Per tant, provoca un augment de la concentració intracel·lular de calci. Per exemple, això ajuda en el procés de contracció muscular.
No tan sols això, sinó que la dinorfina també és capaç de produir interaccions amb altres tipus de receptors, opioides i no opioides, cadascun produint diverses respostes en l’organisme. Dins dels receptors no opioides, pot unir-se als receptors NMDA. Dels receptors opioides, principalment interacciona amb els mu i els delta.

## Efectes analgèsics

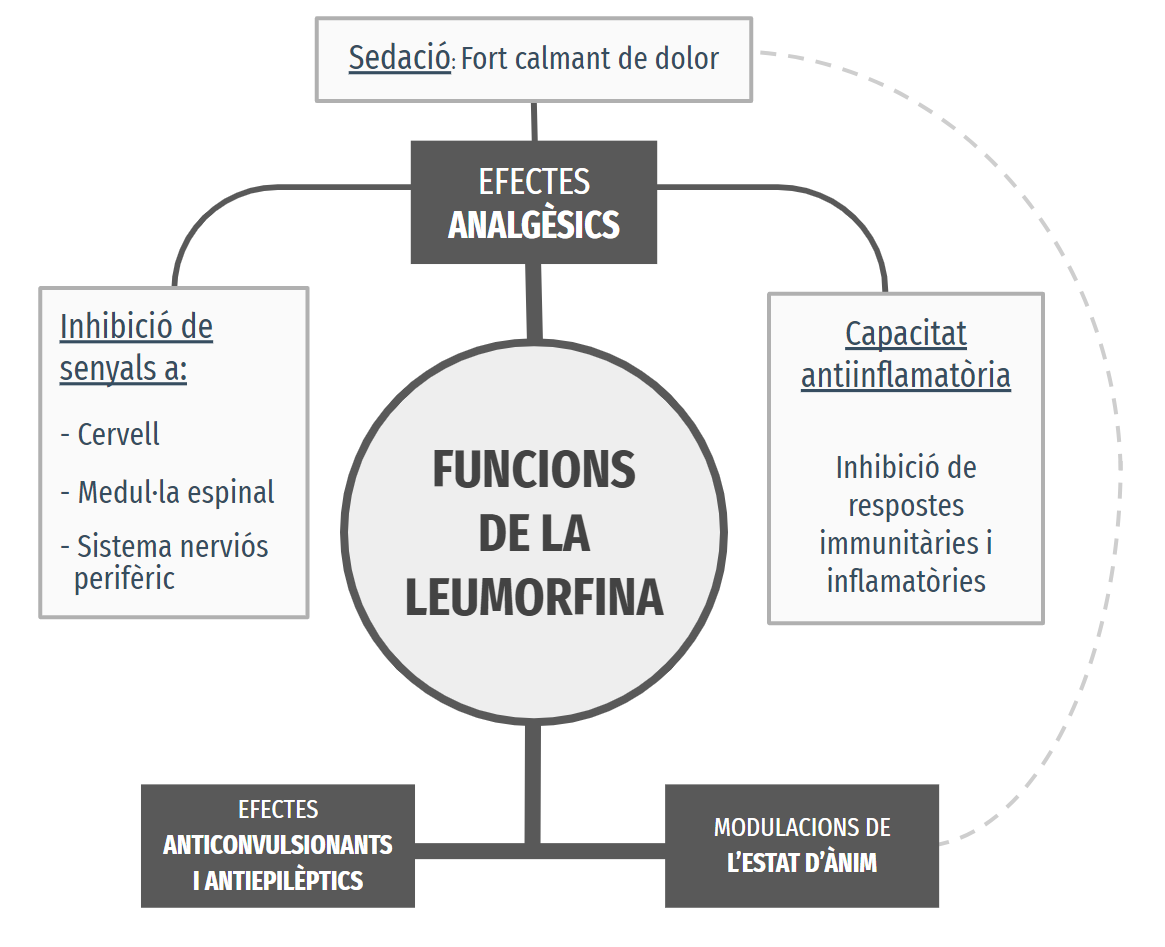
Gràfic de les principals funcions de la leumorfina.

Els pèptids opioides són neurotransmissors relacionats amb la percepció del dolor, els canvis de temperatura, el tacte, canvis de pH, sensació de fam, etc. Aquests tenen la capacitat d’inhibir els senyals percebuts pels nocireceptors (neuroreceptors especialitzats dedicats a la percepció d’estímuls nocius o perillosos per l’organisme), impedint la transmissió de senyals al cervell, la medul·la espinal o el sistema nerviós perifèric. També actuen bloquejant la transmissió de senyals des de les neurones del tronc encefàl·lic fins a la medul·la, les quals s'encarreguen especialment de la percepció del dolor. Aquestes vies estan formades per fibres les quals regulen les neurotransmissions relacionades amb el dolor. La dinorfina B1-29 actua inabilitant les fibres que augmenten els senyals, alhora que augmenta la presència d’aquelles que redueixen la transmissió de senyals. Pel que fa al sistema nerviós perfièric, tenen efectes inhibidors els quals inactiven les neurones primàries (aquelles encarregades de captar els estímuls de manera directa), tot impedint respostes immunitàries i inflamatòries, conferint-li això una lleugera capacitat antiinflamatòria.
En l’àmbit mèdic, la morfina i altres formes homòlogues són emprades com a sedatius per reduir el dolor dels pacients i la seva resposta als estímuls dolorosos. Les dinorfines poden arribar a tenir efectes analgèsics 200 vegades més intensos que la morfina. En addició, al cervell, tenen propietats moduladores de l’estat d’ànim, actuant com a sedatius i disminuint la resposta emocional en vers el dolor. És important que el tractament amb la leumorfina estigui degudament regulat, ja que aquestes poden esdevenir addictives per l’organisme. Això pot provocar greus problemes neurològics com la pèrdua del control emocional, estrès, depressió o fins i tot esquizofrènia.

## Efectes antiapoptòtics
La leumorfina, a diferència d'altres dimorfines, també ha demostrat propietats capaces d'impedir l'apoptosi en les cèl·lules PC12 de les rates, tot provocant la proliferació cel·lular. Això és degut al fet que indueix l'activació del factor de creixement epidèrmic a través de mecanismes dependents de proto-oncogens c-Src (gens relacionats amb la formació de tumors malignes en teixit conjuntiu o sarcomes), tot també mostrant certa resistència als receptors opioides K, ja que la leumorfina presenta més d'un centre actiu al qual s'uneixen els diferents substrats i lligands.